# Gavrilov Possad
Gavrilov Possad (en russe : Гаврилов Посад) est une ville de l'oblast d'Ivanovo, en Russie, et le centre administratif du raïon de Gavrilov-Possad. Sa population s'élevait à 5 429 habitants en 2021.

## Géographie
Gavrilov Possad est arrosée par la rivière Voïmiga et se trouve à son point de confluence avec la rivière Irmes, à 51 km au nord-ouest de Vladimir, à 72 km au sud-ouest d'Ivanovo et à 180 km au nord-est de Moscou. La ville se trouve dans le nord de la région historique et naturelle de l'Opolié.

## Histoire
Gavrilov Possad est mentionnée pour la première fois dans un document juridique de 1434 sous le nom de Gavrilovskoïe. Elle a probablement été fondée au XIIIe siècle par Vsevolod III Vladimirski et reçut le nom de son fils Sviatoslav, dont le second nom de baptême était Gavriil (Gabriel). En 1609, le village devint le sloboda Gavrilova. En 1789, il reçut le statut de ville et fut renommé Gavrilovski Possad. Son nom actuel date du XXe siècle.

## Population
Recensements (*) ou estimations de la population
| 1856  | 1897* | 1926* | 1939* | 1959* | 1970* |
| ----- | ----- | ----- | ----- | ----- | ----- |
| 1 800 | 1 160 | 2 238 | 6 100 | 6 710 | 7 491 |

| 1979* | 1989* | 2002* | 2010* | 2013  | 2014  |
| ----- | ----- | ----- | ----- | ----- | ----- |
| 7 838 | 8 492 | 7 193 | 6 434 | 6 177 | 6 050 |

| 2017  | 2019  | 2021  | - | - | - |
| ----- | ----- | ----- | - | - | - |
| 5 715 | 5 582 | 5 429 | - | - | - |

## Économie
La principale entreprise, OAO Petrovski spirtovoï kombinat (ОАО "Петровский спиртовой комбинат") produit de l'alcool et de la levure de panification.